# Radojka Vukčević
Radojka Vukčević (Podgorica, 1952), srpska univerzitetska profesorka i prevoditeljka. Redovna je profesorka na Katedri za engleski jezik i književnost Filološkog fakulteta u Univerziteta u Beogradu.

## Biografija
Diplomirala je (1977), magistrirala (1986) i doktorirala (1995, teza: Mitološki motivi u Foknerovom pripovjednom postupku) na Katedri za engleski jezik i književnost Filološkog fakulteta Univerziteta u Beogradu.
Radila je (1986-2005) na Institutu za strane jezike Univerziteta Crne Gore, na Filozofskiom fakultetu u Nikšiću.
Dobitnica je dve Fulbrajtove stipendije (University of Illinois i Harvard; J. F. K. stipendija – Berlin). 
Bila je gostujuća predavačica na mnogim univerzitetima u inostranstvu (Bon, Nju Orleans, Šampejn-Urbana, Kembridž...). 
Članica je uredništva ili je urednica u časopisima Belgrade BELLS, Anali , Images of Canada: Interiors and Exteriors, (Eds. Jelena Novakovic and Radojka Vukcevic), Beograd, 2007, Luča, Nikšić: Filozofski fakultet, 1-2, 1997.

## Bibliografija (izbor)
Knjige
- Razgovorom kroz Ameriku: knjiga intervjua,  Novи Sad: Akademska knjiga, 2019.
- Историја америчке књижевностi, Подгорица: Матица српска у Црној Гори, Друштво чланова; Нови Сад: Академска књига, 2018.
- A History of American Literature: Precolonial Times to the Present, Beograd: Filološki fakultet, 2010.
- A History of American Literature: Then and Now, Institut za strane jezike, Podgorica, 2005.
- U sjenci mita: ogledi o američkoj i kanadskoj književnosti, Andrijevica: Stupovi, 2003
- Kritika SADA, Uredile: Radojka Vukcevic i Marjana Djukic, Institut za strane jezike: Podgorica, 2004.
- Perspectives on American Literature, (Ed.) Beograd: Filološki fakultet, 2008.
- American Literature: A Reader, (Ed.) Beograd: Filološki fakultet, 2008.
- An Anthology of American Literature, Vol. II, (Ed.) Podgorica: Univerzitet Crne Gore, 2000.
- Zavještanje, Antologija ženskih glasova na engleskom jeziku, (Ur.) Podgorica:  Institut za strane jezike, "Pokret", 1999.
- Fokner i mit, Podgorica: Univerzitet Crne Gore, 1997.

Prevodi (knjige)
- Aleks Jovićević,  Monteskje kao prevodilac, Podgorica: CID, 2008. (Montesquieu as a Translator)
- Vida T. Johnson, Filmovi Andreja Tarkovskog: vizuelna fuga, Banja Luka: Besjeda, 2007. (Films of Andrei Tarkovski: Visual Fuga),
- Rashwort M. Kidder, Kako dobri ljudi donose teške odluke, Podgorica: CID, 2006. (How Good People Make Hard Decisions)
- J.Saymour, Istorija Crne Gore, Podgorica: CID, 2001. (History of Montenegro)
- Zorka Milić, Tuđa večera, Podgorica, CID, 1997. (A Stranger’s Supper)

Radovi i intervjui (izbor)
- “The Reception of John Updike in Serbia and Montenegro” People Say, Journal of Literature and Culture, Canada, year 12/dec 2019/issues 35/6, 2020, pp. 45-56
- "Americka književnost posle 9/11 / književnost krize". Da baštinimo vecnost svekoliku, Odsek za engleski jezik, književnost i kulturu Filološkog fakulteta Univerziteta u Beogradu, Srbija, 2019, str.   159-183
- “Simone Stock’s and Misha Skoric’s Iris”, Proceedings: Canada 150 Filmed,  University of  Belgrade, Faculty of Philology, Serbian Association for Canadian Studies, 2019, 191-9
- "Revolutionary Vibes of 1968 and the American Dream". Belgrade: BELLS,  VOLUME XI, 2019, pp.  161-183.ISSN 1821-4827ISSN 1821-3138, Belgrade English Language & Literature Studies, COBISS.SR-ID 170838540
- “Njegoševe igre u Sablji i  pjesni Edvarda Denisa Goja”, Njegošev zbornik Matice srpske 3, Novi Sad, 2018, str. 77-85. UDC 821.163.41.09 Petrović Njegoš P. II 821.111.09 GoyE. D.
- Canada in Short: Contemporary Canada in Short Fiction. Belgrade: University of Belgrade, Faculty of Philology, 2017. ISBN 978-86-6153, 391-4.
- “An Interview with Christopher Bigsby”. Belgrade Bells, UDC 929:821, 2017, 181-186. (M52)
- “Lorens Bjuel i Veliki američki roman”, Zbornik Amerika, Filološko-umetnički fakultet u Kragujevcu, 821.111 173-31.09&quid;19&quot, 2017, 283-292
- “Najnovija recepcija Njegoša u SAD: 1995-2010”, Anali, br.  27, Sveska 2 za 2015. godinu, str. 11-22
- “Alis Manro u kontekstu kanadske kratke priče“. Susreti naroda i kultura: međunarodni tematski zbornik, Kosovska Mitrovica: Filozofsku fakultet,  2015, str. 5-13.  UDC821.111(719.09-36 Манро А. 82.0
- “Gerald Graff’s Embracing Edges in Professing Literature”, ELLSEE Proceedings, Belgrade 2014, pp. 401-9. (UDC 821.111(73).09, 82.09(73)
- “British XX Century Literature Embraced by Literary Criticism” Zbornik Matice srpske za književnost i jezik, Novi Sad: Matica srpska, 2014, 843-6
- “Canadian Literature NOW”, Belgrade Conference on Canadian Literature, Proceedings, CANADA: New Ideas for the New World, Faculty of Philology & SACS,  pp. 2014, 227-237
- “A Study of Đilas’s Perspectives on Njegos’s Poet, Prince, Bishop, Serbian Studies, Vol. 26, Nos.1-2, 2012, pp. 17-25
- “The Roads of American Literary Criticism Taken”, Belgrade BELLS, Vol. IV, Belgrade, 2012, pp. 63-73
- “As Žižek Writes It” Anali, 23 Sveska I, Belgrade: Filoloski fakultet 2011, 223-233
- “(Re) Connecting Through Diversity: Margaret Atwood’s Strange Things” , (Re) Connecting Through Diversity: Canadian Perspectives, Eds. J. Novakovic,  S. Pajovic i V. Gvozden, Megatrend University, Belgrade 2011, pp. 137/143.
- “Interview with Linda Hutcheon”, Belgrade Bells, Vol. 2,  Belgrade: Faculty of Philology, English Department, 2010, pp. 335-342
- “Sandra Gilbert and Susan Gubar’s Borders of Convention”, On the Borders of Convention, Eds. A. Nikčević and M. Knežević, Cambridge Scholar Press, 2010, pp. 151-159
- “Dobrica Ćosić: pogledi sa strane”, Ćorovićevi susreti: Srpska proza danas – Književno djelo Dobrice Ćosića, SPKD Prosvjeta, Bileća-Gacko, 2011, str. 70-82.
- “Old and New Ways of Writing and Reading: History of American Literature Now”, Prosvjetni rad, 1,2, Podgorica, 2009. pp. 18-28
- “Negoriating Books’ Ads: ’Seeing Through Things’, Anglica Wratislaviensia XLVII, Wroclaw 2009, pp. 81-91
- “Female Voices in the Mirrors of the History of American Literature”, Size Zero, Podgorica: Pobjeda 2009, pp. 17-37
- “Playing Chess with Sacvan Bercovitch and His Model of Literary and Cultural Studies“, ELLSSAC Proceedings, Vol.II, Belgrade 2008, pp. 73-79
- “The Twilight of Postmodernism“ (''Postmodernizam na zalasku''), Nova Zora, Jesen/Zima 15-16, 2007/8, pp. 302-310
- "Myth, Canadian Literature, and Michael Ondatje's Myth-Making", Images of Canada: Interiors and Exteriors, Eds. Jelena Novakovic and Radojka Vukcevic, Beograd, 2007, pp. 29-45
- Putevi Novog istorizma: intervju sa Stivenom Grinblatom, Novi Sad: Zbornik Matice srpske za književnost i jezik, Kniga LV, Sveska 1/2007, pp. 131-35
- “Miroslav Djordjevic’s Eternal Seekings”, Afterword in Pathways of a Yearning Soul, Toronto, Belgrade: Sebian Literary Company, 2007, 117-122
- “Lawrence Buell’s Capacity to Dream the Dream of Deep Ecology in his Writing for an Endangered World”, ELLSII75Proceedings, Vol. III, 269-277
- “Ženski glasovi u američkoj književnosti”, Zbornik Matice srpske, knjiga LIV (2006), sveska 1, pp. 81-93
- "Is a Woman Still a Stranger at Supper in Montenegro?", Gender  Studies, Vol. 1, No. 5/2006, pp. 151-161
- “Margaret Atwood’s Otherness”, Proceedings: First International Conference on Canadian Studies
- Other Language – Otherness in Canadian Culture, Belgrade, July 2005, pp. 331-37
- “Kolonijalna i postkolonijalna teorija: razgovor sa Homi Babom”, Novi Sad: Letopis matice srpske, January-February, 2005, pp. 218-226
- “Poetika moderne Miodraga Pavlovića, T. S. Elioteove tradicije i proliferacija teorije”, Književno djelo Miodraga Pavlovića, Plužine, July 2004, pp. 163 - 179
- “Američka književnost i stvarnost”, Zbornik “Jezik i stvarnost”, Nikšić: Filozofski fakultet, 2004, str. 128-142
- “Who are Canadiens in Les Canadiens?”, PROCEEDINGS 1st Conference of Central European Canadianists “Multiculturalism and Diversity in Canada - Voices from Central Europe”, 13-15 November 1998, Brno, Czech Republic, 2001 Masaryk University, pp. 143-149
- "Foknerovo poimanje svetosti i odgovornosti", Svetost i odgovornost, Svetigora, Cetinje, 2000, str. 125-136
- “Myth, Mythologizing and Canadian  Literature”,  The Myth in the Works of Canadian Authors, X Colloque International, Novi Sad, 23-27 May 1996, Novi Sad, 2000, pp. 165-179
- “Američki san: od Bendžamina Frenklina do Tomasa Pinčona”, Stvaranje, april-maj-jun, 1999, 125-137
- “I ostala je ličnost”, Književna reč, jul, 1998, 91-95
- “Jezik, kultura i književna kritika”, Zbornik: Jezik i kultura govora u obrazovanju, Institut za pedagoška istraživanja, Beograd, 1998, 173-180
- “Foknerove tišine”, Luča, XIV, Nikšić, 1-2, 1997, 45-50
- “Tuđa večera Zorke Milić”, Geografski glasnik, Beograd, nov.,  1997, 18-22
- “Foknerova poetika mitologizacije”, Ovdje, Podgorica, april, 1997, 25-50
- “The Reception of American Literature and Culture in Montenegro”, Procedings: Symposium “Language and Literature at the End of the XX Century”, Podgorica, 1997, 313-325
- “Foknerova poetika”, Vaspitanje i obrazovanje, 3, Podgorica, 1996, 61-83
- "Myth, Mythologizing and Canadian Literature", X Colloque International, Novi Sad, 1996, 165-179
- “O’Nilova poetika” - Vaspitanje i obrazovanje, br. 2, 1990, 80-88
- “Pojam tragičkog u antičko i moderno doba”, Vaspitanje i obrazovanje br. 2, god. XIII, avgust, 1989, 73-96
- “Crnina priliči Elektri i Orestija”, Ovdje,  god.  XXI,  br. 243, 1989, 20-23. “Crnina priliči Elektri i Orestija”, Ovdje,  god.  XXI,  br. 243, 1989, 20-23